# Hertug af Lolland
Hertug af Lolland varen dansk titel, der blev givet første gang til Knud Valdemarsen i 1249. Titlen blev givet til flere prinser af det danske kongehus sammen med Hertugdømmet Estland.

## Hertuger af Lolland
| Hertug                             | Født | Regerede  | Død        | Hus               | Noter                                                      |
| ---------------------------------- | ---- | --------- | ---------- | ----------------- | ---------------------------------------------------------- |
| Knud Valdemarsen                   | 1207 | 1249–1260 | 1260       | Estridsen         | Udnævnt til hertug af Lolland, søn af Valdemar Sejr        |
| Otto, Hertug af Estland og Lolland | 1310 | 1321–1334 | efter 1346 | Estridsen         | Anden søn af Christoffer 2., udnævnt til hertug af Lolland |
| Johan af Holsten                   | 1297 | 1334–1340 | 1369       | Huset Schauenburg | Som herre over Lolland                                     |
| Christoffer Valdemarsøn            | 1341 | 1359–1363 | 1363       | Estridsen         | Udnævnt til hertug af Lolland, søn af Valdemar Atterdag    |